# Giro de Lombardía 1979
El Giro de Lombardía 1979, la 73.ª edición de esta clásica ciclista, se disputó el 13 de octubre de 1979, con un recorrido de 249 km entre Milán y Como. El vencedor final fue el francés Bernard Hinault, por delante de los italianos Silvano Contini y Giovanni Battaglin. 

## Clasificación final
| Posición | Ciclista               | Equipo                     | Tiempo    |
| -------- | ---------------------- | -------------------------- | --------- |
| 1        | Bernard Hinault        | Renault-Gitane-Campagnolo  | 6h 13' 25 |
| 2        | Silvano Contini        | Bianchi-Faema              | m. t.     |
| 3        | Giovanni Battaglin     | Inoxpran                   | + 3'20    |
| 4        | Jean-Luc Vandenbroucke | Peugeot-Esso-Michelin      | m. t.     |
| 5        | Ronald De Witte        | Sanson-Luxor TV            | m. t.     |
| 6        | Ludo Peeters           | Ijsboerke-Warncke Eis-Gios | m. t.     |
| 7        | Alessandro Pozzi       | Bianchi-Faema              | m. t.     |
| 8        | Palmiro Masciarelli    | Sanson-Luxor TV            | + 4' 22   |
| 9        | Alfio Vandi            | Magniflex-Famcucine        | m. t.     |
| 10       | Hennie Kuiper          | Peugeot-Esso-Michelin      | + 4'27"   |